# Callibracon elegans
Espèce
Callibracon elegans est une espèce d'insectes de l'ordre des hyménoptères de la famille des Braconidae, de la sous-famille des Braconinae et de la tribu des Braconini.

## Liens  externes
- Ressources relatives au vivant :   - Global Biodiversity Information Facility
  - iNaturalist
- (en) Animal Diversity Web : Callibracon elegans
- (en) Callibracon elegans sur le site "gbif.org" (consulté le 22 avril 2019)